# Уэлсли, Джеральд, 7-й герцог Веллингтон
Джеральд Уэлсли, 7-й герцог Веллингтон (21 августа 1885 — 4 января 1972) — британский аристократ, дипломат, военный, писатель и архитектор. С 1900 по 1943 год — Лорд Джеральд Уэлсли.

## Рождение и образование
Джеральд был третьим сыном лорда Артура Уэлсли (1849—1934), позднее 4-го герцога Веллингтона (1900—1934), и леди Кэтлин Эмили Уильямс-Балкели (ум. 1927). Он был крещен в приходской церкви Святого Духа в Дублине 27 сентября 1885 года. Он получил образование в Итонском колледже.

## Карьера
Джеральд Уэлсли служил в качестве дипломата в дипломатическом корпусе в 1908 году. Он занимал должность третьего секретаря на дипломатической службе (1910—1917), вторым секретарем на дипломатической службе (1917—1919).
Действующий член Королевского института британских архитекторов (с 1921) и Королевского общества искусств (с 1935), маркшейдером королевских произведений искусства (1936—1943). Он получил чин подполковника королевских гренадеров в 1939 году. Участвовал во Второй мировой войне (1939—1945).
В сентябре 1943 года после смерти своего бездетного племянника Генри Уэлсли (1912—1943), 6-го герцога Веллингтона (1941—1943), Джеральд Уэлсли стал новым герцогом Веллингтоном, графом Морнингтоном и князем Ватерлоо. Титул герцога да Сьюдад-Родриго перешел к его племяннице Леди Энн Рис (1910—1998), старшей сестре покойного Генри. В 1949 году Энн Рис уступила титул герцога де Сьюдад-Родриго своему дяде Джеральду Уэлсли.
Лорд-лейтенант графства Лондон (1944—1949) и лорд-лейтенант графства Хэмпшир (1949—1960). В 1951 году стал кавалером Ордена Подвязки.

## Архитектурные проекты
Среди его архитектурных проектов было ремоделирование лондонской резиденции англо-американского парламентария Генри Ченнона. Он также реконструировал Касл-Хилл в Филли (Девон), Хинтон-Эмпнер в Хэмпшире, Биддик-Холл в графстве Дарем. Уэлсли также спроектировал башню Фарингтон-Фолли для Джеральда Тируитт-Уилсона, 14-го барона Бернерса. Уэлсли также построил Портленд-Хаус в городе Уэймут в 1935 году.

## Книги
Он был автором следующих книг:
- The Iconography of the First Duke of Wellington (1935)
- The Diary of a Desert Journey (1938)
- The Journal of Mrs. Arbuthnot (1950)
- A Selection from the Private Correspondence of the First Duke of Wellington (1952)

## Жена и дети
30 апреля 1914 года он женился на Дороти Вайолет Эштон (21 августа 1885 — 11 июля 1956), дочери Роберта Эштона (1848—1898) и Люси Сесилии Данн-Гарднер (ум. 1931), позднее графини Скарбо. Её отчим Олдред Ламли (1857—1945) в 1884 году стал 10-м графом Скарбо. У них было двое детей:
- Артур Валериан Уэлсли, 8-й герцог Веллингтон (2 июля 1915 — 31 декабря 2014)
- Леди Элизабет Уэлсли (род. 26 декабря 1918), муж с 1939 по 1960 год Майор Томас Клайд

В 1922 году супруги разошлись, но не были разведены. Поэтесса Дороти Уэлсли была бисексуалкой или лесбиянкой. Согласно семейным мемуарам, написанным ей внучкой Леди Джейн Уэлсли, «Дотти» Уэлсли ушла из семьи и стала встречаться с писательницей Витой Сэквилл-Уэст. До брака с Джеральдом Уэлсли Дороти находилась в романтических отношениях с писательницей и светской львицей Вайолет Трефузис. Дороти Уэлсли позднее стала любовницей видного продюсера Би-би-си Хильды Матесон.
7-й герцог Веллингтон был дедом по материнской линии актера и музыканта Джереми Клайда (род. 1941), который в 1960-х годах исполнял фолк-рок и пел дуэтом с Чадом Стюартом. Их дуэт не имел большого успеха в Великобритании, но им заинтересовалась американская аудитория. После распада дуэта Джереми Клайд сделал актерскую карьеру.